# 379 km (Karelia)
379 km (ros. 379 км) – przystanek kolejowy w lasach, w rejonie prionieżskim, w Karelii, w Rosji. Położony jest na linii Wołchow - Murmańsk, w znacznym oddaleniu od osad ludzkich. Najbliższą miejscowością jest położona ponad 2 km od przystanku Orziega. Ok. 1 km od przystanku znajduje się osiedle dacz.